# Tjärdalen
Tjärdalen är en roman av Sara Lidman utgiven 1953.
Romanen utspelar sig i en liten by i Västerbotten där man bränner en tjärdal och är delvis skriven på dialekt. Boken var Lidmans debut och blev hennes omedelbara genombrott. Den hyllades av många kritiker och blev även en stor framgång bland läsare. Redan efter några dagar såldes första upplagan slut och den har senare utkommit i åtskilliga nya tryckningar. Med 48 000 sålda exemplar slog den ett försäljningsrekord för debutromaner som kom att stå sig till 1976.
Litteraturvetaren Birgitta Holm har utnämnt Tjärdalen till ”århundradets debut”. Litteraturvetaren Annelie Bränström Öhman har kallat den en generationsroman "för den dåtida landsbygdens och i synnerhet den norrländska glesbygdens ungdomar" och jämför den med Ulf Lundells "Jack" – den debut- och generationsroman som kom att överträffa Lidmans upplagerekord.

## Teaterföreställning
Riksteatern satte 2016 upp Tjärdalen som musikteater, i dramatisering av Carl Åkerlund och musik av Jonas Svennem; båda dessa var medlemmar av musikgruppen Winhill/Losehill. För regin Carolina Frände, konstnärlig chef på Kulturhuset Stadsteatern i Skärholmen. Urpremiären höll 23 september på Sagateatern i Umeå.